# デュゲイ・トルーアン (原子力潜水艦)
デュゲイ・トルーアン（フランス語: Duguay-Trouin）は、フランス海軍の原子力潜水艦。シュフラン級原子力潜水艦の2番艦。艦番号はS 636。

## 艦歴
「デュゲイ・トルーアン」は、DCNシェルブール工廠で2009年6月26日に起工された。2022年9月に進水し、2023年3月から海上公試を開始、7月28日にはフランス国防調達庁に引き渡しが行われた。2024年4月4日に就役した。
2024年11月28日から、5か月に及ぶ「クレマンソー2025」任務のため、シャルル・ド・ゴール空母打撃群の一員として海外展開を行ったとみられている。